# Giovanni Battista Pioda

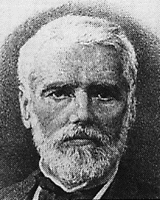
Giovanni Battista Pioda

Giovanni Battista Pioda (Locarno, 4 oktober 1808 - Rome, 3 november 1882) was een Zwitsers politicus.

## Biografie
Giovanni Battista Pioda was lid van de radicale partij, de voorloper van de Vrijzinnige-Democratische Partij. Van 1839 tot 1842 en van 1847 tot 1857 lid van de Regeringsraad van Ticino (hij was ook voorzitter van de Regeringsraad, deze functie roteerde maandelijks). In 1844 en 1847 was hij afgevaardigde in de Tagsatzung. In 1847 was hij commandant van het leger van Ticino in de Sonderbund-oorlog. 
Na de Sonderbund-oorlog was hij lid van de Nationale Raad (federaal parlement) (1848-1854; 1855-1857).
Op 30 juli 1857 werd Giovanni Battista Pioda voor de radicale partij in de Bondsraad gekozen. Hij bleef in de Bondsraad tot 26 januari 1864. Hij beheerde het Departement van Binnenlandse Zaken. 
Na zijn aftreden was Pioda gezant in Turijn. Pioda was, vooral nadat Stefano Franscini zijn staatsburgerschap van het kanton Ticino voor dat van het kanton Bern verruilde, de leidende politicus van het liberalisme in Ticino.